# Bošt
Bošt is een plaats in de gemeente Duga Resa in de Kroatische provincie Karlovac. De plaats telt 76 inwoners (2001).